# مالگرات دو مار
مالگرات دو مار (به اسپانیایی: Malgrat de Mar) یک شهرستان در اسپانیا است که در کاتالونیا واقع شده‌است.

## خصوصیات
مالگرات دو مار ۸٫۸۲ کیلومترمربع مساحت و ۱۸٬۵۹۶ نفر جمعیت دارد و ۴ متر بالاتر از سطح دریا واقع شده‌است.